# Armando Trovajoli
Armando Trovajoli pisane czasami Trovaioli (ur. 2 września 1917 w Rzymie, zm. 28 lutego 2013 tamże) – włoski kompozytor muzyki filmowej.

## Życiorys
Muzyką zainteresował go ojciec – skrzypek. W wieku 4 lat zaczął uczyć się gry na skrzypcach a w wieku lat 6 – na fortepianie. Studiował pianistykę pod kierunkiem Libero Barniego uzyskując dyplom w klasie fortepianu akademii muzycznej Santa Cecilia w Rzymie. Studiowali kompozycję pod kierunkiem Angelo Francesco Lavagnino. Zainteresował się jazzem stając się z biegiem lat najbardziej znanym włoskim jazzmenem.
W 1949 reprezentował Włochy na Międzynarodowym Festiwalu Jazzowym, na którym wystąpili m.in. tacy muzycy jak: Sidney Bechet, Charlie Parker i Miles Davis.
Zaproszony przez Accademia di S.Cecilia dla uczczenia rocznicy śmierci George'a Gershwina wykonał jako solista jego koncert fortepianowy i Błękitną rapsodię. Orkiestrą Akademii Santa Cecilia dyrygował Willy Ferrero.
Z sekcją smyczków Orchestra Sinfonica RAI z Rzymu wykonał koncert d-moll na fortepian i orkiestrę smyczkową Johanna Sebastiana Bacha.
Należał do najbardziej eklektycznych muzyków swoich czasów.
Skomponował muzykę do ok. 300 filmów współpracując z takimi reżyserami jak: Vittorio De Sica, Mario Monicelli, Ettore Scola, Dino Risi, Alberto Lattuada, i in.
Komponował również muzykę do sztuk teatralnych.

## Odznaczenia
- – Komandor Orderu Zasługi Republiki Włoskiej, Rzym, 2 czerwca 1995[4]
- – Kawaler Krzyża Wielkiego Orderu Zasługi Republiki Włoskiej, Rzym, 3 lutego 2000[5]

## Twórczość

### Muzyka filmowa (wybór)
- 1949 – Gorzki ryż (reż. Giuseppe De Santis)
- 1957 – Camping (reż. Franco Zeffirelli)
- 1959 – Biedni milionerzy (reż. Dino Risi)

– Wdowiec (reż. Dino Risi)
- 1960 – Matka i córka (reż. Vittorio De Sica)
- 1961 − Herkules w świecie przeklętych (reż. Mario Bava)
- 1963 – Wczoraj, dziś, jutro (reż. Vittorio De Sica)
- 1964 – Małżeństwo po włosku (reż. Vittorio De Sica)
- 1964 – Oni szli na Wschód (reż. Giuseppe De Santis)
- 1965 – I Mostri (reż.Dino Risi)

– Casanova ’70 (reż. Mario Monicelli)
- 1968 – Słodkie kobiety (reż. Luigi Zampa)
- 1969 – Komisarz Pepe (reż. Ettore Scola)
- 1971 – Żona księdza (reż. Dino Risi)
- 1973 – Sessomatto (reż. Dino Risi)
- 1974 – Tacy byliśmy zakochani (reż. Ettore Scola)

– Zapach kobiety (reż. Dino Risi)
- 1976 – Odrażający, brudni, źli (reż. Ettore Scola)
- 1977 – Szczególny dzień (reż. Ettore Scola)
- 1985 – Makaroniarze (reż. Ettore Scola)
- 1987 – Rodzina (reż. Ettore Scola)
- 1996 – Młodzi i piękni (reż. Dino Risi)

### Muzyka instrumentalna (wybór)
- 1996 – Serenata per Giuditta a Salvatore Accardo
- 1999 – Inside the eyes of a bosnian child / Negli occhi di un bambino bosniaco
- 2002 – Sconcerto - Suite per C.Basso e orchestra (dedicato a Franco Petracchi)
- 2002 – Puppet
- 2003 – Epistola